# Osmeroidei
Pour le genre fossile de poissons, voir Osmeroides.
Sous-ordre
Les Osmeroidei sont un sous-ordre de poissons téléostéens de l'ordre des Osmeriformes.

## Systématique
Le sous-ordre des Osmeroidei a été créé en 1967 par l'ichtyologiste américain Stanley Howard Weitzman (d) (1927-2017).

## Liste des super-familles
- Galaxioidea Begle, 1991
- Osmeroidea Regan, 1913